# Friendship (Wisconsin)
Friendship é uma vila localizada no estado norte-americano de Wisconsin, no Condado de Adams.

## Demografia
Segundo o censo norte-americano de 2000, a sua população era de 698 habitantes.
Em 2006, foi estimada uma população de 750, um aumento de 52 (7.4%).

## Geografia
De acordo com o United States Census Bureau tem uma área de
2,4 km², dos quais 2,3 km² cobertos por terra e 0,1 km² cobertos por água.

## Localidades na vizinhança
O diagrama seguinte representa as localidades num raio de 28 km ao redor de Friendship.